# Osmunda reptans
Osmunda reptans là một loài dương xỉ trong họ Osmundaceae. Loài này được Banks & Sol., Forst. mô tả khoa học đầu tiên năm 1786.
Danh pháp khoa học của loài này chưa được làm sáng tỏ. 